# Scialet de Malaterre
Le scialet de Malaterre est un gouffre situé sur la commune de Villard-de-Lans dans le Vercors, en Isère. Ce réseau karstique, avec son puits d'entrée, est l'un des plus visités du massif du Vercors dans un cadre spéléologique.

## Historique des explorations
André Bourgin en 1936 avec le Spéléo-club de Paris explorent la cavité jusqu'à 159 mètres de profondeur, la cavité étant connue depuis longtemps. Le puits de 120 mètres est descendu, au moyen d'un treuil soutenant une benne 
avec Raymond Gaché et André Bourgin, le 29 août 1936. La suite en 1969, après la désobstruction de la chatière en S, est découverte par le Spéléo Groupe des Hauts-de-Seine qui atteint -200 m. Les spéléologues trouvent des grandes galeries et une grande salle avec un point bas à -230 m. Le développement est estimé à 1600 mètres.

## Fait divers
Au début du mois de novembre 2022, deux femmes spéléologues, engagées dans le gouffre, se sont retrouvées bloquées par la montée des eaux. Une opération de secours a été déclenchée dans la soirée du 9 novembre 2022 depuis la commune de Villard-de-Lans. Les deux femmes sont ensuite évacuées du site, saines et sauves.

## Géologie
Le réseau se développe dans le calcaire (faciès urgonien).
Les galeries anciennes du scialet de Malaterre ont été creusées avant l'incision des gorges de la Bourne. Les puits d'entrée sont postérieurs aux galeries.

## Situation et accès

### Situation
Selon la carte locale IGN, le scialet se situe dans la forêt de Malaterre (ou de la Loubière) sur le territoire de la commune de Villard-de-Lans à 1425 mètres d'altitude, à environ 800 mètres à l'ouest de la baraque de Malaterre. La grotte de la cheminée (quelquefois dénommée Cheminée d'Herbouilly), situé à moins de trois kilomètres, est une des cavités les plus proches du scialet de Malaterre.

### Accès et visite
L'entrée de cette cavité se situe non loin de la RD 221 qui relie la commune de Villard-de-Lans aux communes de Saint-Martin-en-Vercors et de Saint-Julien-en-Vercors.
La visite est libre, mais réglementée et son accès se fait par l'usage d'une passerelle surplombant son entrée. Il est soumis à une autorisation remise à des spéléologues équipés. Par temps de pluie, la cavité est dangereuse et peut noyer alors l’ensemble du réseau.

## Galerie

Aspects du scialet de Malaterre
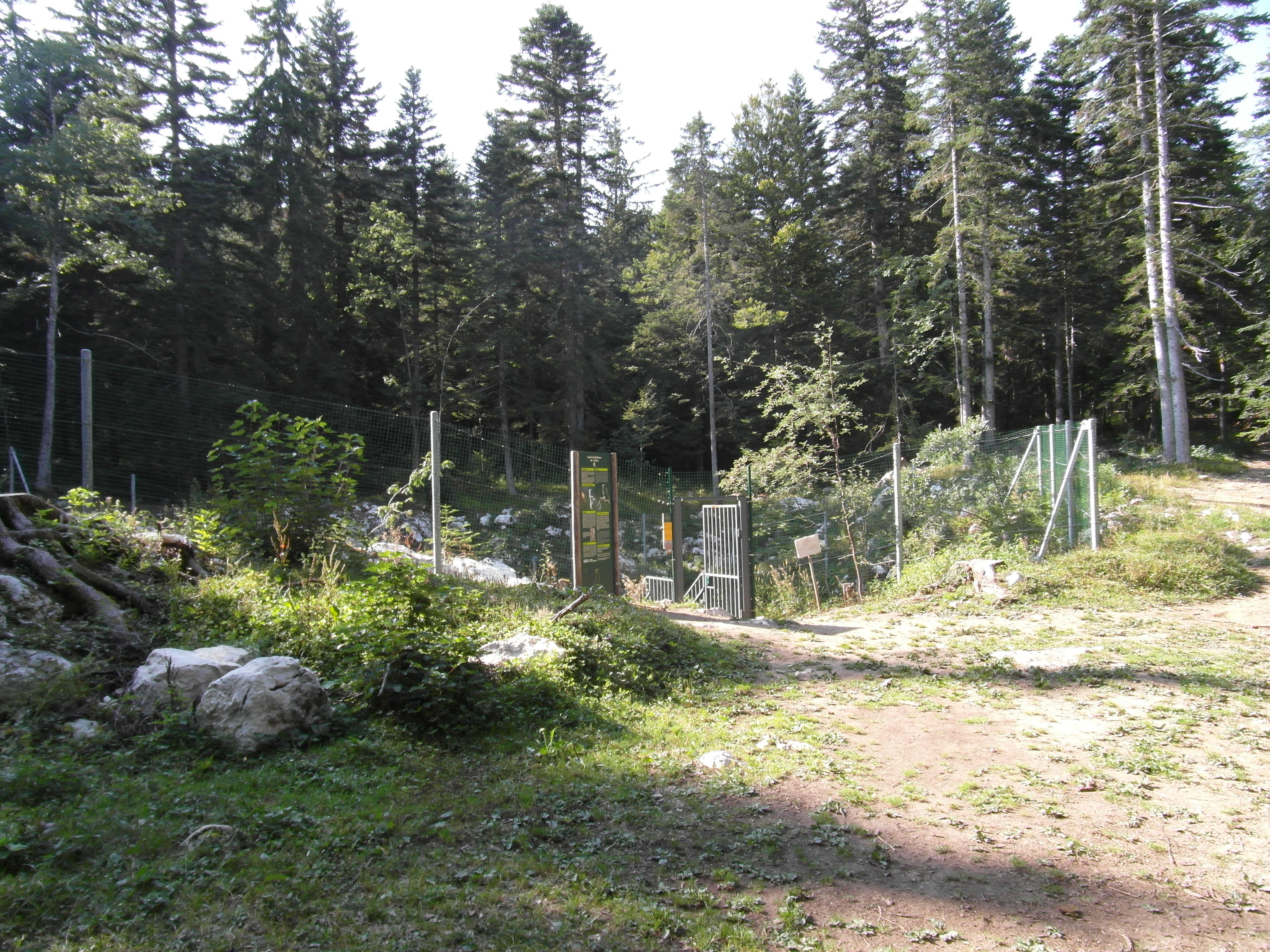
Clôture entourant le scialet de Malaterre.
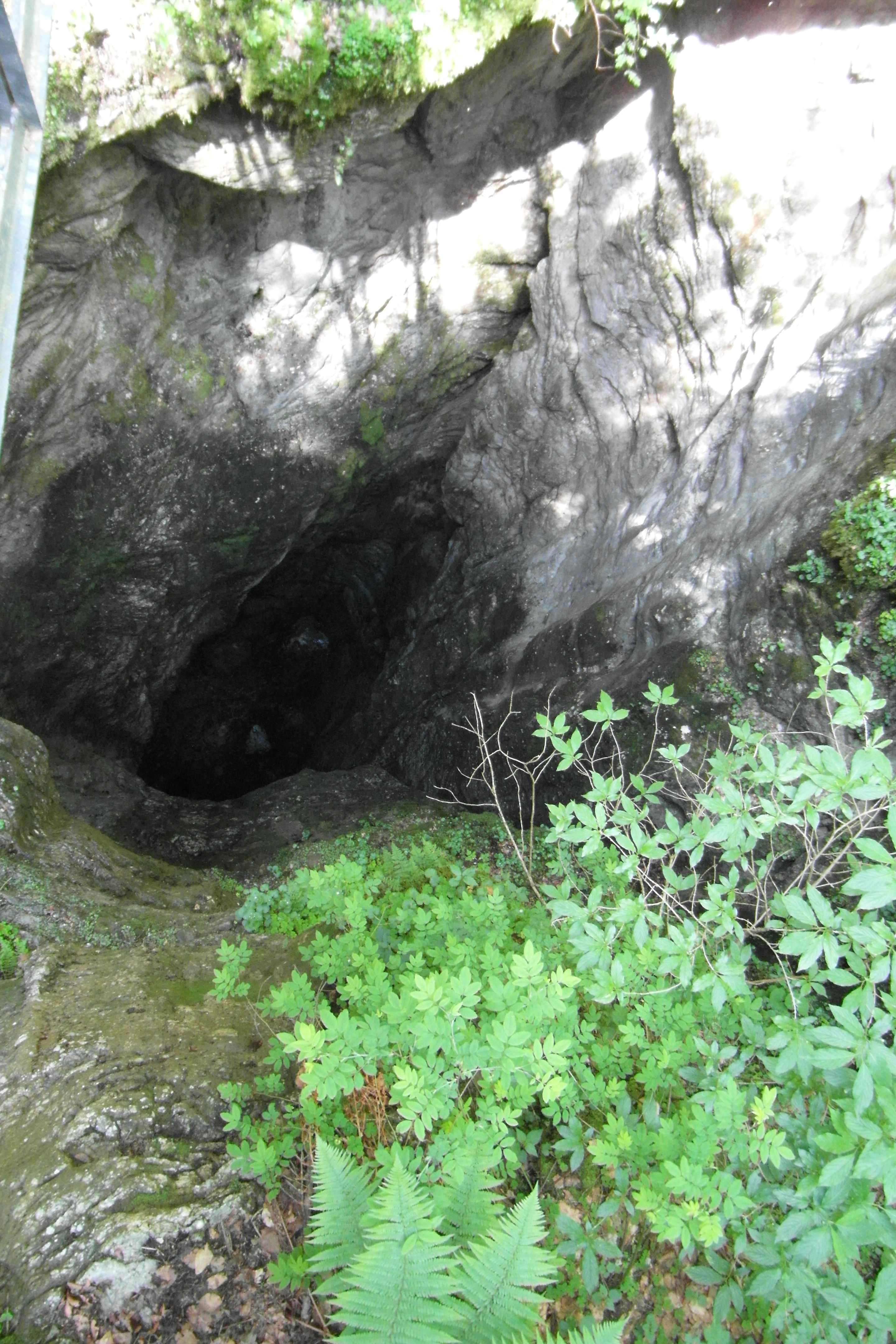
Vue sur le scialet depuis la passerelle.
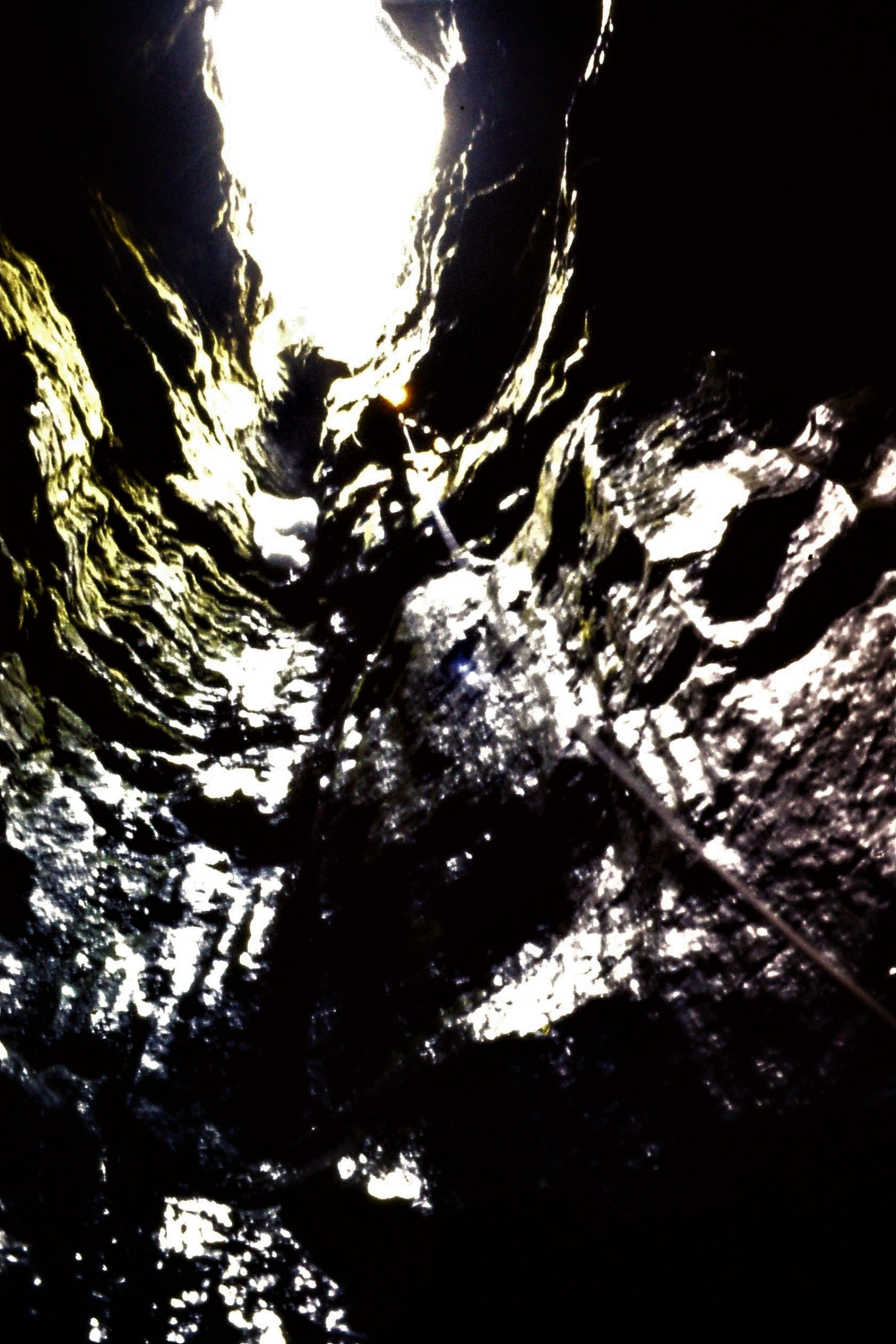
Première longueur (55m) du scialet de Malaterre.
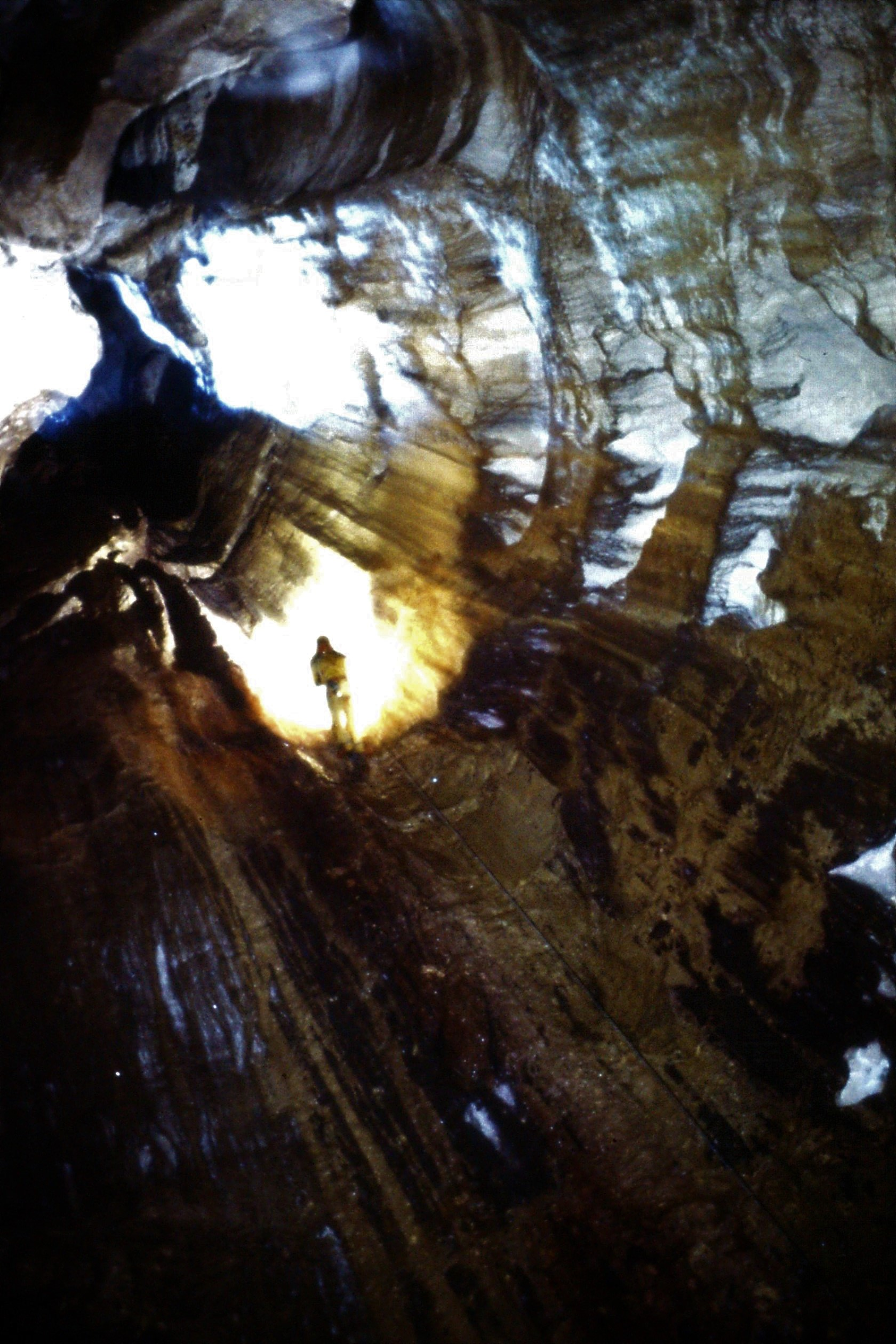
Seconde longueur du scialet de Malaterre.
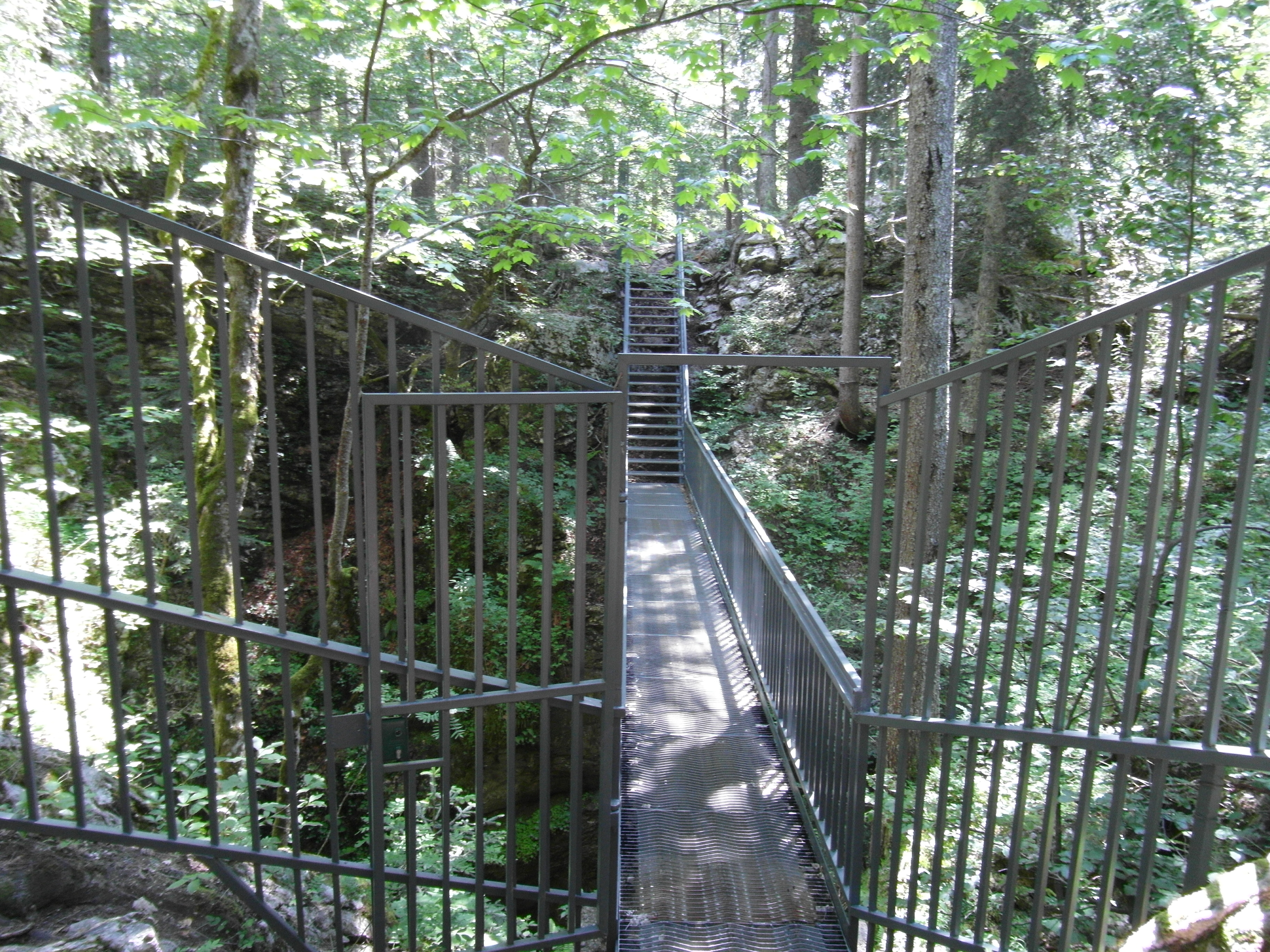
La passerelle dominant le puits d'entrée du scialet de Malaterre.